# Gare de Solignac - Le Vigen
Gare de Solignac - Le Vigen – przystanek kolejowy w Le Vigen, w departamencie Haute-Vienne, w regionie Nowa Akwitania, we Francji.
Jest przystankiem kolejowym Société nationale des chemins de fer français (SNCF), obsługiwanym przez pociągi TER Limousin.